# علم رئيس الولايات المتحدة

علم رئيس الولايات المتحدة الأمريكية

يتكون علم رئيس الولايات المتحدة الأمريكية من النسر، شعار الولايات المتحدة الامريكية، على خلفية زرقاء داكنة. يحمل العلم نفس تصميم الختم الرئاسي منذ عام 1945، إلا أن خلفيته التاريخية مختلفة، وتأثر تصميم العلم والختم ببعضهما البعض في أوقات مخلتفة. يُعرض العلم عادة جنبًا إلى جنب مع الرئيس في الصور الرسمية، أو يُرفرف بجوار نعش الرؤساء السابقين في الجنازات الرسمية أو على الموكب الرئاسي. لا يُنكس العلم حيث دائمًا ما يشغل أحد القادة منصب الرئيس. أُقر العلم الحالي بموجب الأمر التنفيذي رقم 10860.
يتألف لون علم رئيس الولايات المتحدة الأمريكية باللون لأزرق الداكن على خلفية مستطيلة بأحجام ونسب تتناسب مع القوات العسكرية والبحرية، ويظهر علي العلم النسر، شعار النبالة الخاص بالولايات المتحدة الامريكية، بالألوان المناسبة. يجب أن تكون نسب عناصر الشعار مرتبطة ارتباطًا مباشرًا مع الرافعة عن نصب العلم، ويختلف العلم وفق عادات القوات العسكرية والبحرية.
أُرفقت الرسوم التوضيحية الخاصة بالختم والعلم مع الأمر، بالإضافة إلى مجموعة من «التوضيحات» لرسم العلم ما يحدد الالوان بدقة أكثر من شعار النبالة والنسر الخاص بالولايات المتحدة.
خلفية العلم - أزرق

النجوم، سواء الكبيرة أوالصغيرة – بيضاء اللون

الدرع:
شعار الزعيم: أزرق فاتح
الخطوط – الأبيض والأحمر
النسر:
الأجنحة والجسم وجزء العلوي من الأرجل – درجات البني
الراس والرقبة والذيل- أبيض ويظلله لونًا رماديًا
الاقدام والجزء السفلي من الأرجل- صفراء
المخالب- رمادية داكنة مع خطوط بيضاء فاتحة اللون
الأسهم- بيضاء ومظللة بالرمادي
غصن الزيتون:
الأوراق والساق- درجات اللون الأخضر
الزيتون- أخضر فاتح
السحب – بيضاء مظللة بالرمادي

اللفافة – بيضاء مظللة بالرمادي

الحروف - سوداء
تقتصر الأبعاد على أعلى العلم وحوافه. يظهر الشعار على جانبي العلم لكن يظهر معكوسًا على الناحية الخلفية من العلم، وُيقرأ الشعار من اليسار إلى اليمين على الناحيتين.

## علم البحرية 1882
لاحظ تشستر آرثر في ربيع 1882 أن رؤساء الدول الأخرى لديهم أعلامهم الخاصة بينما لا يوجد علم يمثل رئيس الولايات المتحدة الامريكية. وافق مجلس الوزراء على تصميم علم يمثل الولايات المتحدة الأمركية، وصمم آرثر بنفسه التصميم النهائي. أصدرت البحرية الامريكية، في التاسع من أغسطس 1882، قرارًا ينص على أن يتألف علم رئيس الولايات المتحدة الأمريكية من خلفية زرقاء وعليها في المنتصف نسر الولايات المتحدة، وأن تكون أبعاد العلم بالأبعاد الموصوفة لعلم الأدميرال [10,2 × 14,4 قدمًا (3,1 مترًا × 4,4 مترًا)]. يُرفع العلم على متن سفن الحرب الرئيسية في حالة وجود الرئيس وأن يُوضع في مقدمة السفينة الخاصة بالرئيس. 
نُشرت رسوم توضيحية خاصة بالعلم عام 1882 في مجلة فلاغز أوف ماريتايم ناشنز الصادرة عن البحرية. سبق ذلك إعادة تصميم ختم الولايات المتحدة العظيم في 1885، ورُسم على العلم نسر ذو أقدام منحنية يشبه إلى حد ما تصميم الختم العظيم في ذلك الوقت. حُذف مع ذلك شعار النبالة، ووُضع بدلًا منه قوس مكون من ثلاث عشرة نجمة فوق النسر وعلى جانبي أجنحته. لُوِن كل من النسر والأسهم والأجنحة وفرع الزيتون باللون الأبيض.
استخدم آرثر العلم لأول مرة في أثناء رحلته إلى فلوريدا عام 1883. اُستخدم العلم في البداية على متن السفن البحرية كاليخت الرئاسي يو إس إس دولفين في عام 1893 لاستعراض الأسطول البحري خلال الاحتفالات المتعلقة بالذكرى الأربعمائة لكريستوفر كولومبوس. حدثت بعض الاستثناءات رغم ذلك، كالذكرى المئوية لتنصيب واشنطن في 1889، ورفعه مالك فندق خلال رحلة رئاسية إلى مدينة نيويورك في عام 1897.
ظهرت النسخة الجديدة من العلم في الأعلام البحرية الخاصة بالدول بعام 1899 لأول مرة في وقتٍ ما قبل بداية القرن (ربما في عام 1897)، تغير تصميم العلم ليكون مماثل لتصميم تيفاني الخاص بالختم العظيم ويكون ملونًا بالكامل. لم تتغير النصوص في الأمر الخاص بالقوات البحرية حيث تعلق التغير بالنسر وشعار النبالة فقط. استخدمت القوات البحرية ذلك التصميم حتى عام 1916.

## لون علم الجيش 1912
عين الرئيس تافت في عام 1912 مجلسًا خاص بتصميم العلم لمناقشة الأمور الخاصة بتصميم العلم القادم ذي الثامني وأربعين نجمة. أوضح المجلس في أثناء تقديم اقتراحاته أنه يوجد علمان رسميان للرئيس لكن لم يحالف المجلس الصواب وذكر أيضًا أن العلمين متطابقين باستثناء لون الخلفية فقط (لون خلفية علم الجيش حمراء ولون خلفية علم البحرية زرقاء)، واقترح المجلس تبني علم رئاسة موحد. أصدر تافت بعد ذلك الأمر التنفيذي رقم 1556 في الرابع والعشرين من يونيو 1912، ولحقه أمر تنفيذي مُحدث في التاسع والعشرين من أكتوبر 1637، والذي حُددت بموجبه الأبعاد الدقيقة الخاصة بعلم الثماني وأربعين نجمة. ينص القراران على أن «خلفية علم الرئاسة يجب أن تكون زرقاء». لم يطرأ أي تغيير على علم البحرية لكن غُير بموجبه علم الجيش، لذلك أُصدر قرار في العشرين من فبراير 1913 بتغيير خلفية علم الجيش إلى اللون الأزرق ولون النجمة في المنتصف إلى الأحمر الفاتح. أضيفت النجمة السادسة والاربعون إلى علم الجيش في عام 1908، وحُدثت النسخة الزرقاء من العلم لتحتوي على ثمانية وأربعين نجمة كذلك.